# Simon Wiener
Simon Wiener (* 5. Mai 1994 in Uster) ist ein Schweizer Violinist und Komponist.

## Leben und Wirken
Simon Wiener war langjähriger Schüler von Jens Lohmann. Bis 2020 studierte er bei Zakhar Bron an der Musikhochschule Zürich und bei Renaud Capuçon an der Haute Ecole de Musique in Lausanne sowie bei Ilya Gringolts in Zürich. Er besuchte zahlreiche Meisterkurse, u. a. bei Ana Chumachenco, Midori Goto, Maxim Vengerov, Mihaela Martin und Benjamin Schmid.
Wiener konzertierte bereits in der Ausbildungsphase in verschiedenen Ländern Europas mit Orchestern wie der Jungen Münchner Philharmonie, dem Südwestdeutschen Kammerorchester Pforzheim, dem Ermitage Orchester St. Petersburg und dem Kammerorchester der Münchner Philharmonie. Mehrere seiner Kompositionen wurden öffentlich aufgeführt.
Im Zürcher Kammerorchester, dem er seit 2020 angehört, fungiert er seit 2023 als stellvertretender Konzertmeister. Seit 2022 ist er außerdem Mitglied des Pacific Quartet Vienna. Er spielt auf einer Storioni-Geige. 

## Preise und Auszeichnungen
Wiener ist Preisträger zahlreicher nationaler und internationaler Wettbewerbe und Förderpreise. Unter anderem erhielt er den Ersten Preis beim Wettbewerb Kiefer-Hablitzel-Göhner in Bern (2018), war 2019 Gewinner beim Brahms Wettbewerb in Pörtschach/Kärnten und wurde mit dem Preis der Kritiker-Jury und dem Kammermusik-Preis beim Leopold-Mozart-Wettbewerb 2019 in Augsburg ausgezeichnet. Auch seine Kompositionen waren bei Wettbewerben erfolgreich.

## Diskographie
- 2025: Szenen ohne Worte mit dem Pacific Quartet Vienna (Solo Musica)[5][6]

## Sonstige Quellen
- Manuel Naegeli: Simon Wiener begeisterte im Stadthofsaal.  In: Tages-Anzeiger,  11. Mai 2009
- Manuel Naegeli: Ambitioniertes Talent: Der Geigenspieler Simon Wiener gastiert am Freitag mit dem Neuen Zürcher Orchester im Stadthofsaal Uster..  In: Tages-Anzeiger, 22. September 2010 (kostenpflichtig einsehbar)
- Manuel Naegeli: Im Moment erlebt Simon Wiener eine aufregende Zeit Berner Zeitung, 22. September 2010